# Liste der Biografien/Strat
Liste der Biografien |
Portal Biografien |
Personensuche
# |
A |
B |
C |
D |
E |
F |
G |
H |
I |
J |
K |
L |
M |
N |
O |
P |
Q |
R |
S |
T |
U |
V |
W |
X |
Y |
Z |
?
 
Sa |
Sb |
Sc |
Sd |
Se |
Sf |
Sg |
Sh |
Si |
Sj |
Sk |
Sl |
Sm |
Sn |
So |
Sp |
Sq |
Sr |
Ss |
St |
Su |
Sv |
Sw |
Sy |
Sz
 
Sta |
Ste |
Sth |
Sti |
Stj |
Stl |
Sto |
Str |
Sts |
Stt |
Stu |
Stv |
Stw |
Sty
 
Stra |
Strb |
Stre |
Strg |
Stri |
Strl |
Strm |
Strn |
Stro |
Strp |
Stru |
Stry |
Strz
 
Straa |
Strab |
Strac |
Strad |
Strae |
Straf |
Strag |
Strah |
Strai |
Straj |
Strak |
Stral |
Stram |
Stran |
Strap |
Stras |
Strat |
Strau |
Strav |
Straw |
Strax |
Stray |
Straz
Die Liste der Biografien führt alle Personen auf, die in der deutschsprachigen Wikipedia einen Artikel haben. Dieses ist eine Teilliste mit 170 Einträgen von Personen, deren Namen mit den Buchstaben „Strat“ beginnt.

## Strat

### Strata
- Stratakos, Ellis (1903–1961), US-amerikanischer Jazzmusiker
- Stratan, Andrei (* 1966), moldauischer Diplomat und Politiker
- Stratan, Cleopatra (* 2002), moldauische Sängerin
- Stratan, Cosmina (* 1984), rumänische Journalistin und Schauspielerin
- Stratan, Ion (1955–2005), rumänischer Lyriker
- Stratan, Pavel (* 1970), moldauischer Sänger und Liedermacher
- Stratas, Teresa (* 1938), kanadische Opernsängerin (Sopran) griechischer Abstammung

### Strate
- Strate, Abigail (* 2001), kanadische Skispringerin
- Strate, Gerhard (* 1950), deutscher Rechtsanwalt und Strafverteidiger
- Strate, Herbert (1922–2004), deutscher Kinobetreiber und Kommunalpolitiker, Vorstand der Filmförderungsanstalt (FFA)
- Strate, Johannes (* 1980), deutscher SängerJohannes Strate (* 1980)

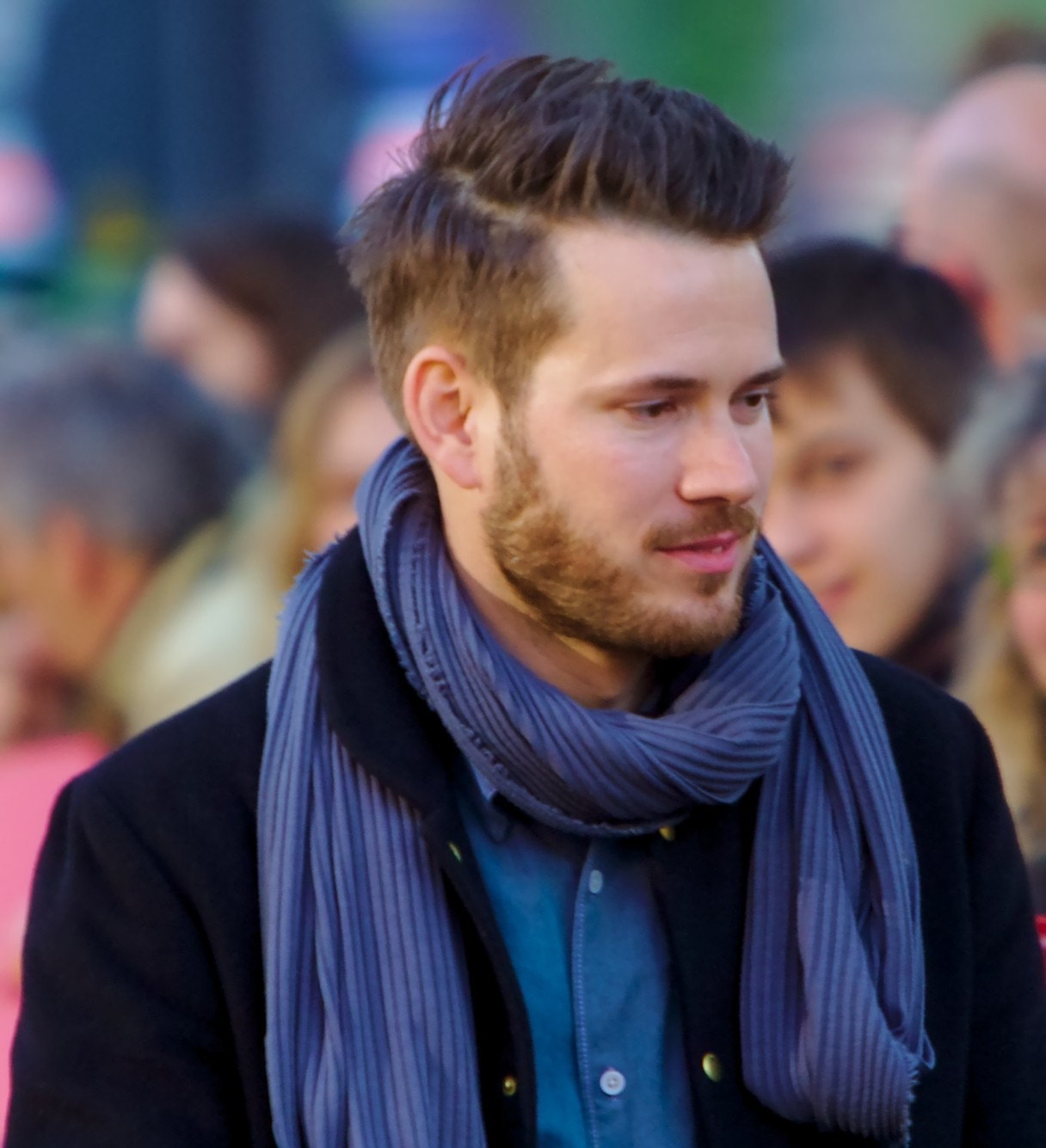
Johannes Strate (* 1980)

- Strategios Podopaguros († 766), byzantinischer Domestikos und Verschwörer gegen Kaiser Konstantin V.
- Strategopoulos, Alexios, byzantinischer Aristokrat und General
- Stratemeyer, Edward (1862–1930), US-amerikanischer Publizist und Kinderbuchschriftsteller
- Straten, Martina (* 1967), deutsche Journalistin und Schriftstellerin
- Straten, Rocco van (* 1991), niederländischer Snowboarder
- Straten, Walter M. (* 1958), deutscher Sportjournalist
- Straten, Wilhelm van der (1593–1681), niederländischer Mediziner
- Stratenschulte, Eckart (* 1952), deutscher Autor, Politologe und Soziologe
- Stratenus, Louise (1852–1908), niederländische Schriftstellerin
- Stratenwerth, Günter (1924–2015), deutscher Rechtswissenschaftler
- Stratenwerth, Irene (* 1954), deutsche Autorin, Journalistin und Ausstellungskuratorin
- Stratenwerth, Wolfgang (* 1929), deutscher Wirtschafts- und Berufspädagoge
- Sträter, Artur (1902–1977), deutscher Jurist, Verleger und Politiker (CDU), MdL
- Sträter, August (1810–1897), deutscher Mediziner, Politiker und Kunstsammler
- Sträter, Eduard (1884–1958), deutscher Verwaltungsjurist
- Sträter, Friedhelm (1950–2021), deutscher Unternehmer
- Sträter, Heinrich (1891–1968), deutscher Gewerkschafter und Politiker (SPD), MdL, MdB, MdEP
- Sträter, Hermann (1891–1956), Verwaltungsbeamter, Landrat und stellvertr. Regierungspräsident
- Sträter, Hermann Joseph (1866–1943), Weihbischof in Köln und Aachen
- Strater, Josef (1899–1956), deutscher Maler, Freskant und Entwurfzeichner für Glasmalerei
- Sträter, Oliver (* 1964), deutscher Psychologe, Arbeitswissenschaftler und Hochschullehrer
- Sträter, Torsten (* 1966), deutscher Komiker und Kabarettist, Slam-Poet, Schriftsteller, Hörbuchsprecher, SynchronsprecherTorsten Sträter (* 1966)

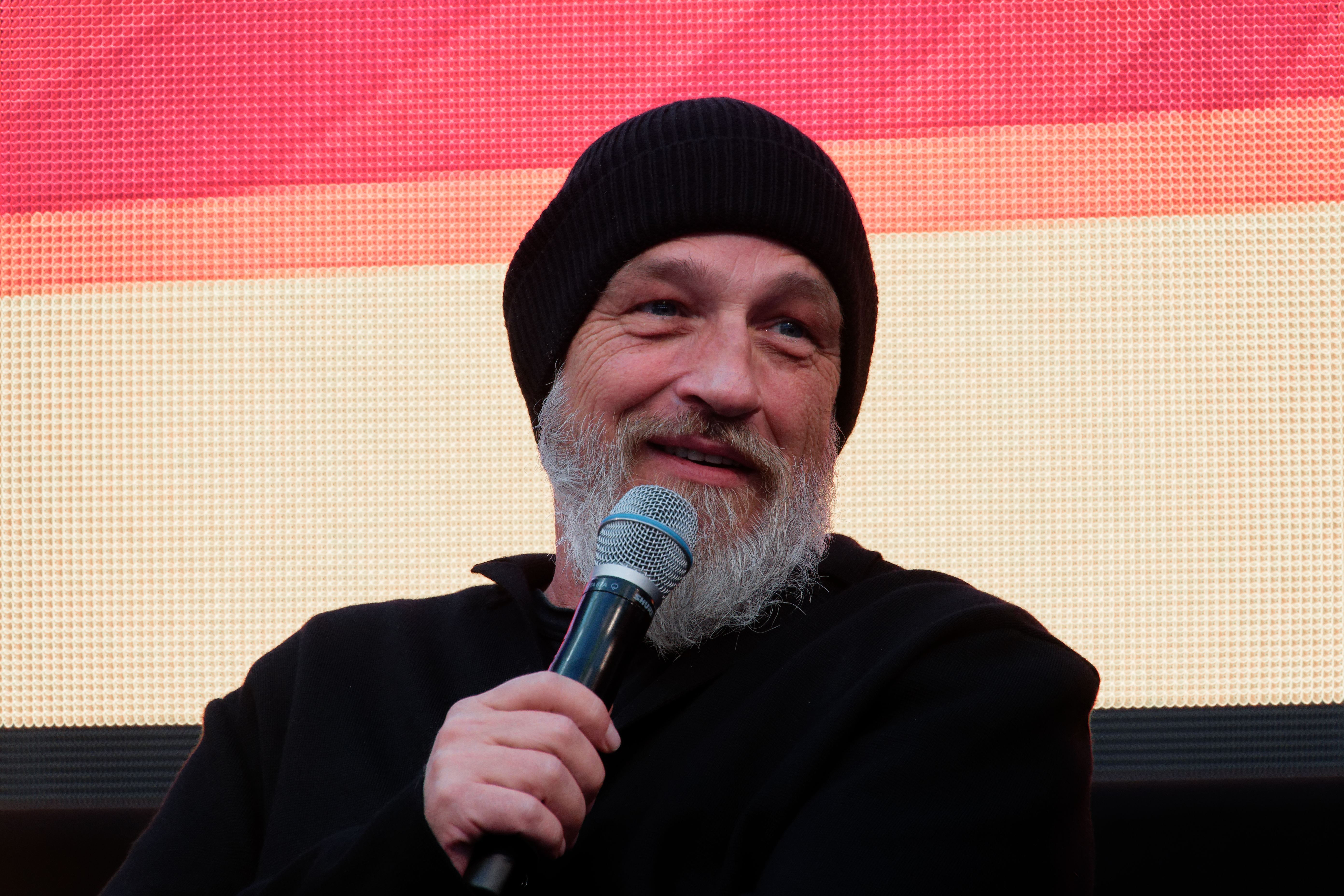
Torsten Sträter (* 1966)

- Sträter, Udo (* 1952), deutscher Kirchenhistoriker und ehemaliger Rektor der Martin-Luther-Universität Halle-Wittenberg
- Strates, Athena (* 1996), südafrikanische Filmschauspielerin

### Stratf
- Stratford, Faye (* 1991), US-amerikanische Skispringerin
- Stratford, John († 1348), englischer Geistlicher, Lordkanzler und Erzbischof von Canterbury

### Strath
- Strath, Andrew (1837–1868), schottischer Golfer
- Strathairn, David (* 1949), US-amerikanischer Film- und Fernsehschauspieler
- Strathaus, Berthold (* 1951), deutscher Fußballspieler
- Strathbogie, David (1309–1335), englisch-schottischer Magnat
- Strathbogie, David I. of, Earl of Atholl († 1270), Earl of Atholl
- Strathbogie, David, 10. Earl of Atholl, englisch-schottischer Magnat
- Strathbogie, David, 3. Baron Strabolgi († 1369), englischer Adliger
- Strathbogie, Isabel, schottische Adlige
- Strathbogie, John of, 9. Earl of Atholl († 1306), schottischer Magnat
- Strathdee, John (* 1936), US-amerikanischer Physiker
- Strathen, Syrus (1892–1944), deutscher römisch-katholischer Ordensbruder, Steyler Missionar und Märtyrer
- Strathern, Alistair (* 1990), britischer Politiker (Labour Party)
- Strathern, Marilyn (* 1941), britische Anthropologin und Hochschullehrerin
- Strathie, Angus, australischer Kostümbildner
- Strathmann, Carl (1866–1939), deutscher MalerCarl Strathmann (1866–1939)

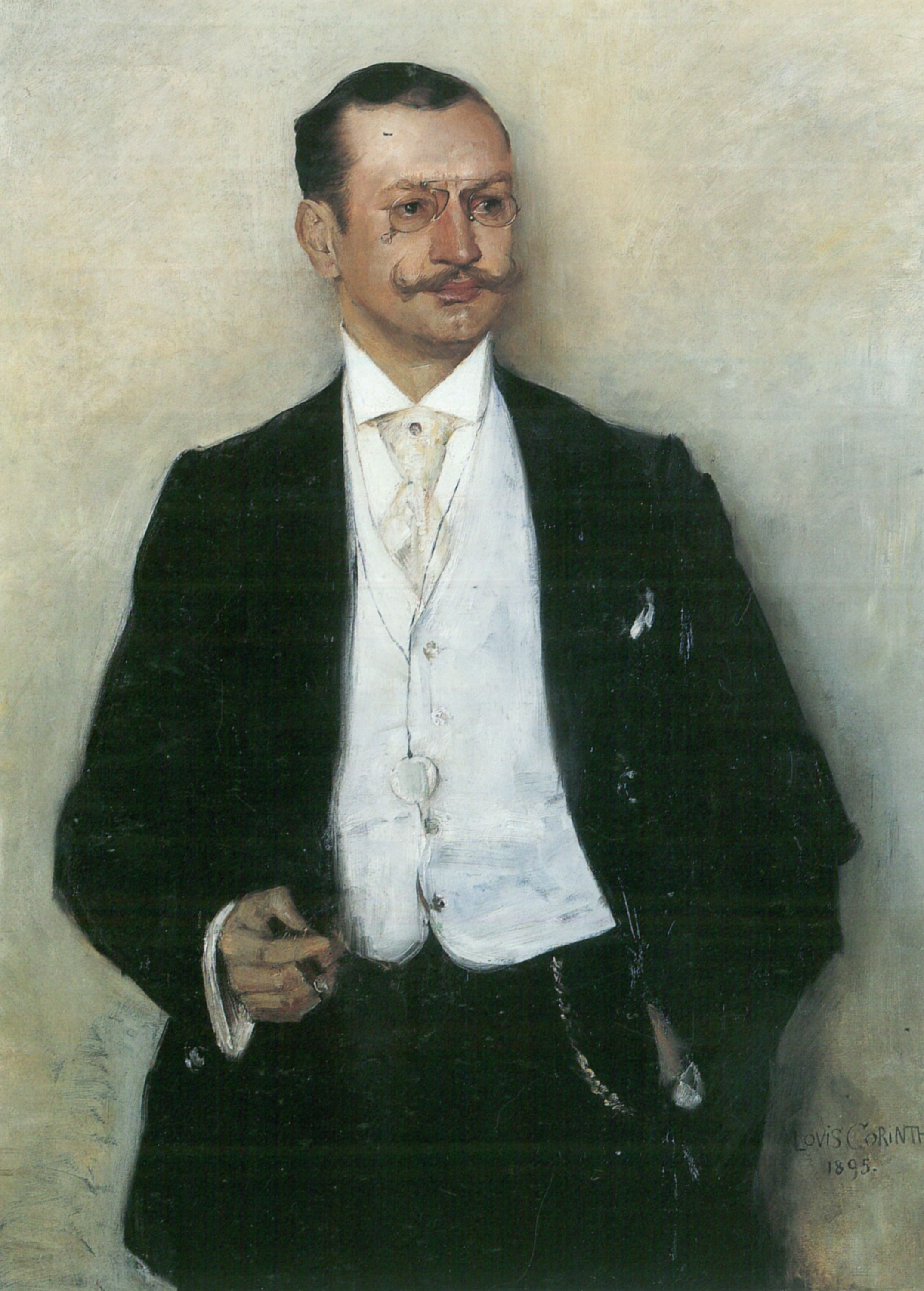
Carl Strathmann (1866–1939)

- Strathmann, Heinrich (1910–1993), deutscher Politiker (SPD), MdL
- Strathmann, Hermann (1882–1966), deutscher Theologe und Politiker (DNVP, Volksdienst, NSDAP, CSU), MdR, MdL
- Strathmann, Hugo (1874–1955), deutscher Jurist und Politiker (SPD)
- Strathmeyer-Wertz, Julie (1898–1989), deutsche Malerin und Grafikerin

### Strati
- Strati, Laura (* 1990), italienische Weitspringerin
- Stratico, Michele (1728–1783), italienischer Violinist und Komponist der Vorklassik
- Stratiew, Metodi (1916–2006), bulgarischer Ordensgeistlicher
- Stratiew, Stanislaw (1941–2000), bulgarischer Schriftsteller und Dramatiker
- Stratiewa, Ekaterina (* 1982), bulgarische Rallye-Fahrerin
- Stratigakis, Sarah (* 1999), kanadische Fußballspielerin
- Stratigakos, Despina (* 1963), kanadische Architekturhistoriker
- Stratil, Karl (1894–1963), deutscher Künstler, Illustrator, Holzschnitzer
- Stratil, Robert (1919–1976), deutscher Filmarchitekt
- Stratil, Robert (1926–2010), österreichischer Politiker (ÖVP)
- Stratil, Stefan (* 1963), österreichischer Filmregisseur, Zeichner und Judoka
- Stratil-Sauer, Gustav (1894–1975), österreichischer Geograph
- Strătilă, Sorin (* 1986), rumänischer Fußballspieler
- Stratilatis, Kyriakos (* 1988), griechischer Fußballtorhüter
- Stratílek, Jiří (* 1954), tschechoslowakischer Radrennfahrer
- Stratimirović, Stefan (1757–1836), serbischer Metropolit
- Stratimirowitsch, Rostislaw, bulgarischer Aufstandsanführer
- Stratingh, Sibrandus (1785–1841), niederländischer Hochschullehrer, Professor für Chemie und Erfinder

### Stratl
- Strätling, Erich (1918–2003), deutscher Diplomat, Botschafter und Beamter
- Strätling, Heinrich (1871–1950), deutscher Industrieller
- Strätling, Susanne (* 1970), deutsche Slawistin
- Strätling-Tölle, Helga (1927–2017), deutsche Psychotherapeutin und Schriftstellerin

### Stratm
- Stratmann, Anton Joseph (1732–1807), deutscher Künstler
- Stratmann, Christian (* 1951), deutscher Theaterleiter
- Stratmann, Cordula (* 1963), deutsche Komikerin, Moderatorin und AutorinCordula Stratmann (* 1963)

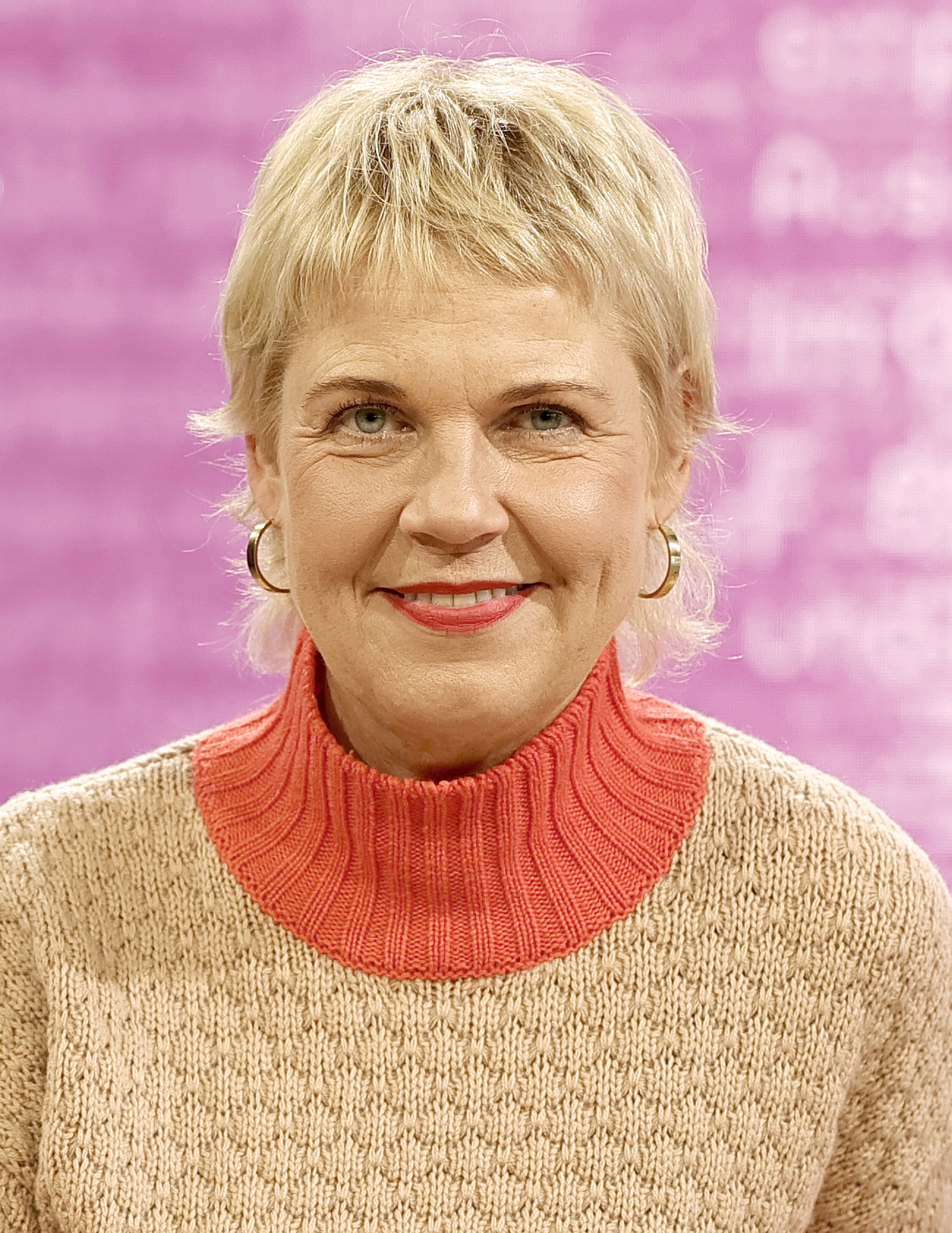
Cordula Stratmann (* 1963)

- Stratmann, Dietrich (* 1937), deutscher Politiker (CDU), MdL
- Stratmann, Egon (1936–2024), deutscher bildender Künstler
- Stratmann, Emil (1881–1974), deutscher Maler, Grafiker und Illustrator
- Stratmann, Fabian (* 1987), deutscher Journalist und Radiomoderator
- Stratmann, Franziskus Maria (1883–1971), deutscher römisch-katholischer Ordensgeistlicher und Friedensaktivist
- Stratmann, Friedrich (1875–1952), deutscher Landespolitiker in Mecklenburg
- Stratmann, Georg (1878–1949), deutscher Politiker (CDU), MdL
- Stratmann, Gerd (* 1939), deutscher Anglist und Hochschullehrer
- Stratmann, Günter (1931–2010), deutscher Fechter, deutscher Meister und Olympiateilnehmer
- Stratmann, Heinrich, Maler
- Stratmann, Heinrich (1923–2002), deutscher Chemiker und Umweltexperte
- Stratmann, Jan (* 1995), deutscher Triathlet
- Stratmann, Jörg (* 1954), deutscher Fechter, deutscher Meister und Olympiateilnehmer
- Stratmann, Julia (* 1978), deutsche ehemalige Geräteturnerin
- Stratmann, Ludger (1948–2021), deutscher KabarettistLudger Stratmann (1948–2021)

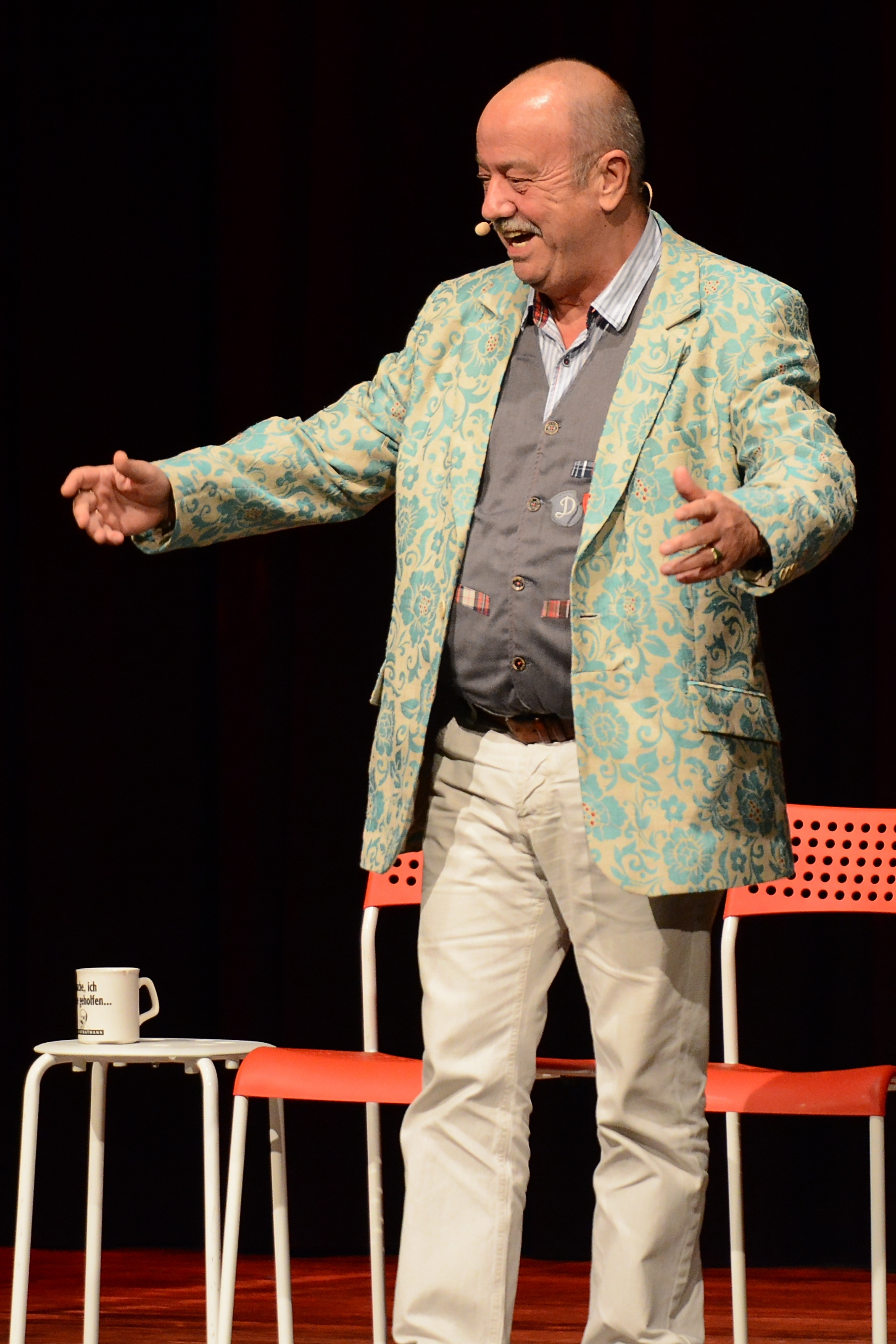
Ludger Stratmann (1948–2021)

- Stratmann, Lutz (* 1960), deutscher Politiker (CDU), MdL, Minister in Niedersachsen
- Stratmann, Martin (* 1954), deutscher Elektrochemiker
- Stratmann, Roland (* 1964), deutscher Künstler
- Stratmann, Theodor Heinrich von (1637–1693), österreichisch-deutscher Diplomat und Reichskanzler unter Leopold I.
- Stratmann, Udo (1957–2020), deutscher Naturwissenschaftler
- Stratmann-Döhler, Rosemarie (* 1934), deutsche Kunsthistorikerin
- Stratmann-Mertens, Eckhard (* 1948), deutscher Politiker (Bündnis 90/Die Grünen), MdB

### Stratn
- Stratner, Jakob († 1550), evangelischer Theologe und Reformator

### Strato
- Straton, Bildhauer der griechischen Antike
- Straton I., indischer König
- Straton I. († 358 v. Chr.), König von Sidon
- Straton II., König von Sidon
- Straton II., indischer König
- Straton von Lampsakos, griechischer Philosoph und Naturforscher
- Straton von Sardis, griechischer Dichter
- Straton, Mary Isabella († 1918), britische Bergsteigerin und KletterinMary Isabella Straton († 1918)

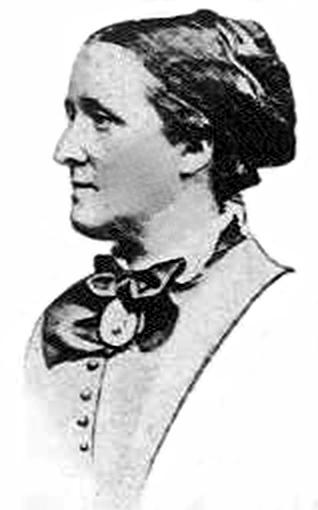
Mary Isabella Straton († 1918)

- Straton, Sarah (* 1970), australische Beachvolleyballspielerin
- Stratonike, Königin von Pergamon, Gemahlin von Eumenes II. und Attalos II.
- Stratonike, Ehefrau des Antigonos Monophthalmos und Mutter des Demetrios Poliorketes
- Stratonike I. (* 317 v. Chr.), Tochter des Königs Demetrios I. Poliorketes
- Stratonikos, antiker griechischer Toreut
- Stratonowitsch, Ruslan Leontjewitsch (1930–1997), sowjetischer Physiker
- Stratos, Christoforos (1924–1982), griechischer Politiker, Abgeordneter und Minister
- Stratos, Demetrio (1945–1979), griechischer Dichter und Musiker
- Stratos, Ioannis (1793–1848), griechischer Armatole, Freiheitskämpfer und Politiker
- Stratos, Nikolaos (1872–1922), griechischer Politiker und Ministerpräsident
- Stratos, Thomas (* 1966), deutscher Fußballspieler und -trainer
- Stratou, Dora (1903–1988), griechische Tänzerin, Sängerin und Choreographin
- Stratowa, Hans von (1900–1949), österreichischer Genealoge und Archivar

### Stratt
- Stratta, Giacomo, italienischer Radrennfahrer
- Stratte-McClure, Luke (* 1984), US-amerikanischer Schauspieler, Synchronsprecher und Filmschaffender
- Stratten, Dorothy (1960–1980), kanadisches Playmate und Schauspielerin
- Stratten, Louise (* 1968), kanadische Schauspielerin und Filmproduzentin
- Stratthaus, Gerhard (* 1942), deutscher Politiker (CDU), MdL, Finanzminister von Baden-Württemberg (1998–2008)
- Strattis, griechischer Dramatiker der Alten Komödie
- Strattis von Olynth, antiker griechischer Geschichtsschreiber
- Strattner, Christoph († 1625), österreichischer Marktrichter und Wirt in Frankenburg am Hausruck
- Strattner, Georg Christoph, deutscher Kirchenmusiker und Komponist
- Stratton, Allan (* 1951), kanadischer Schauspieler und Schriftsteller
- Stratton, Charles (1838–1883), kleinwüchsiger US-amerikanischer Zirkuskünstler und Schauspieler
- Stratton, Charles C. (1796–1859), US-amerikanischer Politiker
- Stratton, Dennis (* 1952), britischer GitarristDennis Stratton (* 1952)

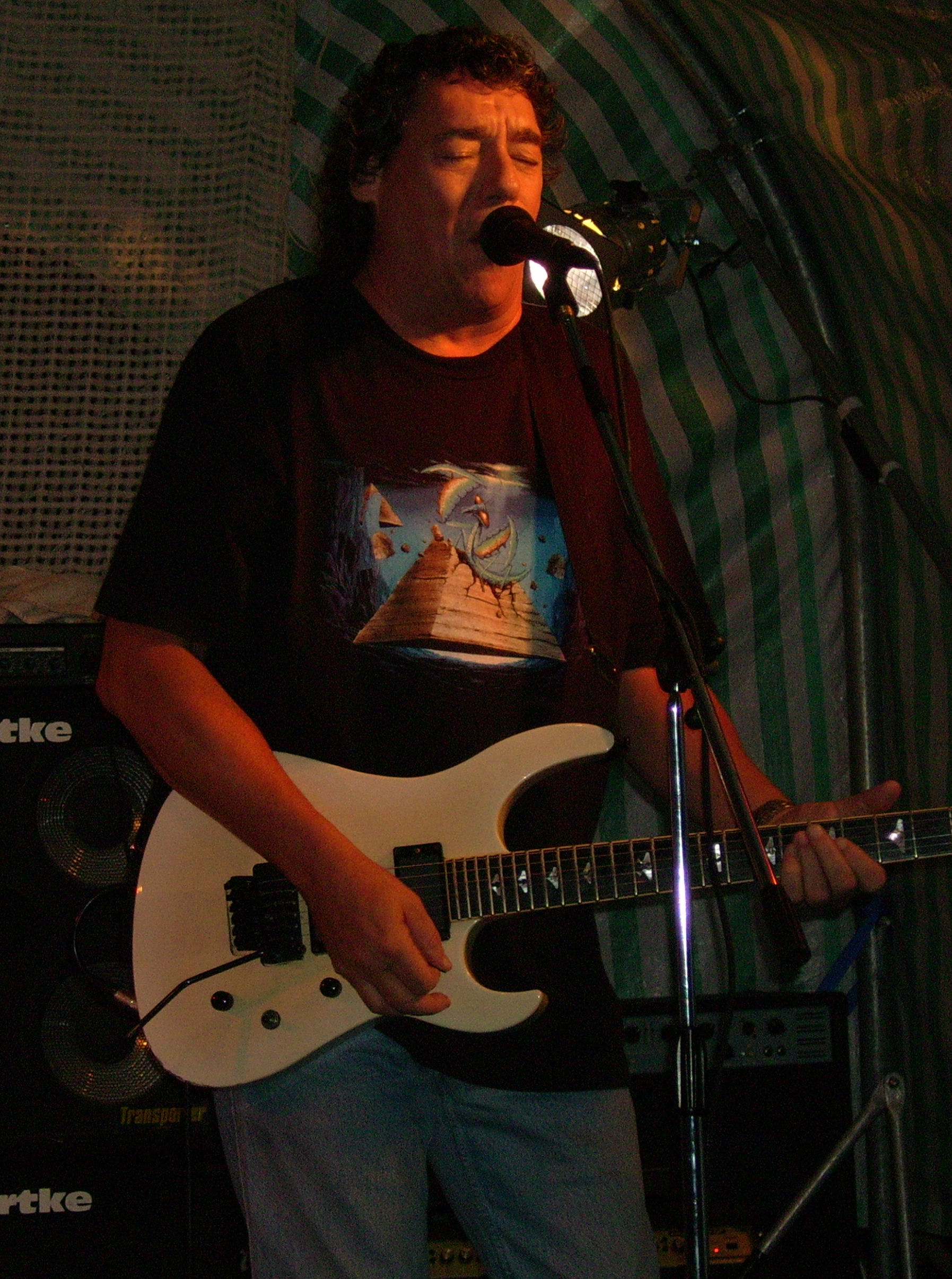
Dennis Stratton (* 1952)

- Stratton, Don (1928–2016), US-amerikanischer Jazztrompeter und Hochschullehrer
- Stratton, Dorothy C. (1899–2006), US-amerikanisches Mitglied der US-Küstenwache
- Stratton, Frederick John Marrian (1881–1960), britischer Astronom
- Stratton, Gil (1922–2008), US-amerikanischer Schauspieler
- Stratton, Henry Maurice (1901–1984), österreichisch-amerikanischer Hämatologe und Onkologe
- Stratton, John (1769–1804), US-amerikanischer Politiker
- Stratton, John (1931–2001), kanadischer Sänger, Musikhistoriker und -produzent
- Stratton, John L. N. (1817–1889), US-amerikanischer Politiker
- Stratton, Juliana (* 1965), US-amerikanische Politikerin
- Stratton, Julius (1901–1994), US-amerikanischer Elektroingenieur
- Stratton, Leslie (* 1992), US-amerikanisch-schwedische Skeletonpilotin, Softballspielerin und ehemalige Bobfahrerin
- Stratton, Mary Chase Perry (1867–1961), US-amerikanische Keramikkünstlerin
- Stratton, Michael (* 1957), britischer Mediziner (Pathologe) und Krebsforscher
- Stratton, Nathan T. (1813–1887), US-amerikanischer Politiker
- Stratton, Richard (1924–1988), britischer Diplomat
- Stratton, Samuel S. (1916–1990), US-amerikanischer Politiker
- Stratton, Samuel Wesley (1861–1931), US-amerikanischer Physiker und Hochschulpräsident
- Stratton, Sharleen (* 1987), australische Wasserspringerin
- Stratton, William (1914–2001), US-amerikanischer Politiker
- Stratton, William Henry (1903–1989), britischer Generalleutnant
- Stratton-Porter, Gene (1863–1924), US-amerikanische Schriftstellerin, Naturkundlerin und Fotografin

### Stratu
- Stratulat, Natalia (* 1987), moldauische Diskuswerferin
- Stratus, Trish (* 1975), kanadisches Model und WrestlerinTrish Stratus (* 1975)

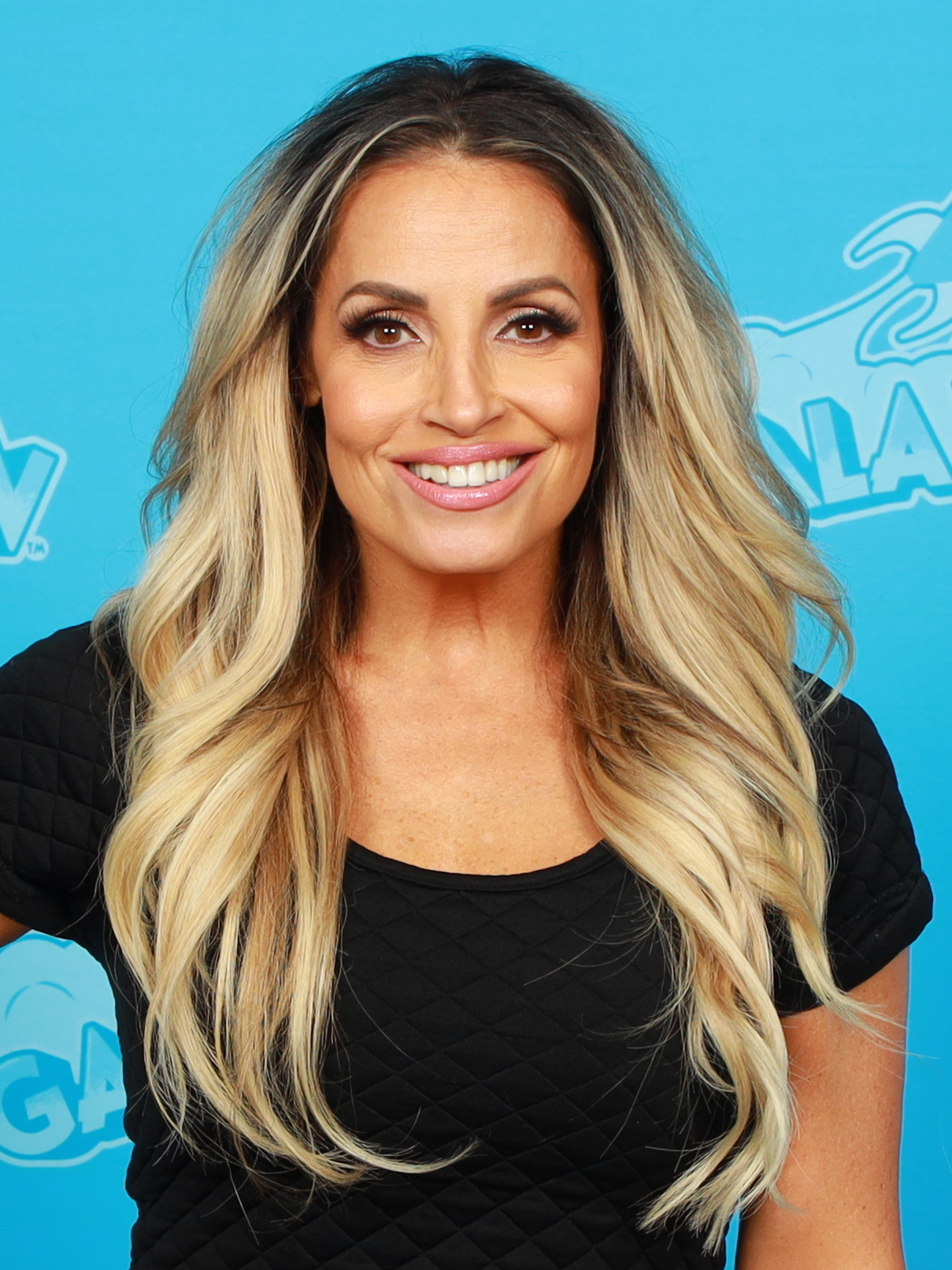
Trish Stratus (* 1975)

### Stratz
- Strätz, Carl (1873–1955), deutscher Opernsänger (Tenor)
- Stratz, Carl Heinrich (1858–1924), Gynäkologe
- Stratz, Claude (1946–2007), Schweizer Regisseur und Theaterleiter
- Strätz, Hans-Wolfgang (* 1939), deutscher Rechtswissenschaftler, Rechtshistoriker und Hochschullehrer
- Strätz, Harald (1951–2013), deutscher Schriftsteller
- Stratz, Rudolph (1864–1936), deutscher Schriftsteller
- Strätz, Ursula (1940–2011), deutsche Schauspielerin, Regisseurin, Drehbuchautorin und Malerin
- Stratzmann, Barbara († 1503), deutsche kinderreichste Mutter
- Stratznig, Kai (* 2002), österreichischer Fußballspieler